# Nederlandse kampioenschappen schaatsen afstanden 2020 - 1000 meter vrouwen
De 1000 meter vrouwen op de Nederlandse kampioenschappen schaatsen afstanden 2020 werd gereden op zondag 29 december 2019 in ijsstadion Thialf te Heerenveen. 
Titelverdedigster was Ireen Wüst, zij werd opgevolgd door Jutta Leerdam.

## Uitslag
| #      | Schaatsster        | Tijd    |
| ------ | ------------------ | ------- |
| Goud   | Jutta Leerdam      | 1.14,24 |
| Zilver | Letitia de Jong    | 1.14,68 |
| Brons  | Ireen Wüst         | 1.15,64 |
| 4      | Elisa Dul          | 1.15,72 |
| 5      | Sanneke de Neeling | 1.15,76 |
| 6      | Helga Drost        | 1.15,84 |
| 7      | Femke Kok          | 1.16,11 |
| 8      | Marijke Groenewoud | 1.16,40 |
| 9      | Antoinette de Jong | 1.16,41 |
| 10     | Joy Beune          | 1.16,50 |
| 11     | Anice Das          | 1.16,74 |
| 12     | Janine Smit        | 1.16,76 |
| 13     | Femke Beuling      | 1.16,84 |
| 14     | Isabelle van Elst  | 1.17,04 |
| 15     | Manouk van Tol     | 1.17,51 |
| 16     | Michelle de Jong   | 1.17,59 |
| 17     | Esmé Stollenga     | 1.17,98 |
| 18     | Dione Voskamp      | 1.18,36 |
| 19     | Leeyen Harteveld   | 1.20,56 |
| 20     | Jorien ter Mors    | DSQ     |

1987 · 
1988 · 
1989 · 
1990 · 
1991 · 
1992 · 
1993 · 
1994 · 
1995 · 
1996 · 
1997 · 
1998 · 
1999 · 
2000 · 
2001 · 
2002 · 
2003 · 
2004 · 
2005 · 
2006 · 
2007 · 
2008 · 
2009 · 
2010 · 
2011 · 
2012 · 
2013 · 
2014 · 
2015 · 
2016 · 
2017 · 
2018 · 
2019 · 
2020 · 
2021 · 
2022 · 
2023 · 
2024 · 
2025